# Cyrtognatha serrata
Espèce
Cyrtognatha serrata est une espèce d'araignées aranéomorphes de la famille des Tetragnathidae.

## Distribution
Cette espèce est endémique des Petites Antilles. Elle se rencontre à Saint-Vincent à Saint-Vincent-et-les-Grenadines et en Martinique.

## Description
Le mâle décrit par Dimitrov et Hormiga en 2009 mesure 4,52 mm et la femelle 4,32 mm.

## Publication originale
- Simon, 1898 : On the spiders of the island of St Vincent. III. Proceedings of the Zoological Society of London, vol. 1897, p. 860-890 (texte intégral).